# Miacis
Miacis ("animal madre" en griego antiguo) es un género extinto de mamíferos carnívoros que forma parte de la superfamilia de los miacoideos, un grupo de mamíferos del Eoceno que posteriormente evolucionarían hacia los carnívoros modernos. Más concretamente, Miacis y otros miembros de su familia evolucionaron hacia los carnívoros caniformes, mientras que los feliformes encuentran sus orígenes en los viverrávidos. Aparecieron hace aproximadamente cincuenta y cinco millones de años, en el Eoceno muy temprano. Se extendieron por América del Norte y Eurasia, como lo demuestra el hecho de que se hayan encontrado fósiles en lugares tan variados como los Estados Unidos, Canadá, Bélgica, Francia, Kazajistán o China, y estaban adaptados para un estilo de vida arbóreo dentro de los bosques. Aún presentaban características típicas de otros carnívoros primitivos como los creodontos, como por ejemplo sus cráneos bajos, largos cuerpos esbeltos, colas largas y patas cortas. Probablemente se extinguieron hace cuarenta y dos millones de años, en el Eoceno Medio, pero se han descubierto fósiles del Eoceno Superior (hace aproximadamente treinta y seis millones de años) que han sido tentativamente referidos a este género.

## Morfología
Miacis guarda algunas de las características primitivas presentes en el orden hermano de carnívoros, del mismo periodo, conocidos como creodontos. Estos rasgos son un cráneo bajo, un largo cuerpo esbelto con patas cortas y una cola larga. También conserva el mismo número de dientes (44), a pesar de que parece que este número ya había empezado a reducirse y que algunos de los dientes eran más pequeños. Estos dientes se caracterizaban por unas muelas carniceras y premolares de tamaño grande o moderadamente grande, bien diferenciadas de una dentición tubercular de tamaño pequeño.
Las patas posteriores eran más largas que las anteriores, el pelvis era muy similar al de los perros en forma y en estructura, y están presentes algunos rasgos especializados en las vértebras. Tenía garras retráctiles y articulaciones ágiles que usaba para escalar. En cuanto al tamaño y el peso corporales, estimaciones de la masa corporal de dos ejemplares de M. parvivorus indican que este animal presentaba dimorfismo sexual.
Tanto Miacis como algunas formas relacionadas tenían un cerebro relativamente más grande que el de los creodontos, y este incremento del tamaño cerebral en proporción al del cuerpo refleja probablemente un aumento de la inteligencia. En cambio, el cerebro de los miacoideos era más pequeño que el de los carnívoros modernos, cosa que reducía drásticamente su capacidad de visión binocular.
El hecho de que, a diferencia de otros miácidos, Miacis no se extendiera únicamente por América del Norte, sino también por Eurasia, sugiere que su morfología era más próxima a la de los miácidos basales. Las características tan generalizadas y la baja especialización de las diferentes especies que forman el género Miacis llevaron a Gingerich y a Flynn a concluir que se trataba muy probablemente de un taxón parafilético.

## Comportamiento
Miacis era probablemente un animal de bosque muy ágil que cazaba animales más pequeños, como por ejemplo mamíferos pequeños, reptiles y pájaros; también podría haberse alimentado de huevos y fruta, siendo omnívoro. La configuración de sus patas permite saber que no estaba adaptado para largas persecuciones, por lo cual lo más probable es que pusiera emboscadas a sus presas. A pesar de ser un animal arbóreo, lo más probable es que durmiera dentro de una madriguera a nivel de tierra.

## Hábitat
Miacis vivió dentro de los bosques subtropicales americanos, europeos y asiáticos del Eoceno. Desde el principio de este periodo, la temperatura del planeta aumentó en uno de los calentamientos globales más rápidos (en términos geológicos) y extremos registrados en la historia geológica, denominado máximo térmico del Paleoceno-Eoceno. Fue un episodio de calentamiento rápido e intenso (de hasta 7 °C en latitudes altas) que duró menos de cien mil años. El máximo térmico provocó una gran extinción que sirve para distinguir la fauna de Eoceno de la del Paleoceno.
El clima global del Eoceno fue probablemente el más homogéneo del Cenozoico; el gradiente térmico del ecuador a los polos era la mitad del actual, y las corrientes oceánicas profundas eran excepcionalmente cálidas. Las regiones polares eran mucho más cálidas que hoy en día, quizás como el noroeste de los Estados Unidos actuales. Los bosques templados llegaban hasta los mismos polos, mientras que los climas tropicales lluviosos llegaban hasta los 45° de latitud norte. La diferencia era más grande en las latitudes templadas; no obstante, el clima de los trópicos probablemente era similar al de hoy en día.

## Evolución de los carnívoros
El fósil más antiguo conocido de Miacis es un esqueleto parcial de la especie M. petilus (Gingerich, 1983), proveniente de estratos del Ypresiense de Wyoming, que demuestra que los carnívoros tienen su origen filogenético en América del Norte. Las comparaciones anatómicas de este ejemplar con carnívoros modernos indican que su capacidad de explotación de los hábitats arbóreos era comparable a la de los carnívoros arborícolas más especializados de la actualidad. El peso de este Miacis primitivo se estimó en 1,3 kg.
Miacis es un representante de un grupo de carnívoros primitivos que fueron los antepasados de los carnívoros modernos (orden Carnivora), pero solo la especie M. cognitus es un auténtico carnívoro. Así pues, Miacis puede ser considerado el género de mamíferos carnívoros precursor de los caniformes modernos. Se cree que el antepasado común de los miácidos y de los viverrávidos (los carnívoros basales precursores de los feliformes) vivió durante el Cretácico Superior. La separación entre la rama de los carnívoros modernos y el resto de miácidos, incluyendo Miacis, tuvo lugar a mediados del Eoceno, con la aparición de grupos como el de los amfiquiónidos, que podrían ser los precursores de los osos modernos; o los hesperoquioninos, que representan el primer grupo de cánidos en aparecer después de esta separación.